# Сражение у мыса Тендра
Сражение у мыса Тендра (сражение у Хаджибея) — морское сражение на Чёрном море в ходе русско-турецкой войны 1787—1791 годов между русской эскадрой под командованием Ф. Ф. Ушакова и турецкой под командованием Хусейн-паши. Произошло 28—29 августа (8—9 сентября) 1790 года около Тендровской косы. В отличие от предшествующего Керченского сражения, где поражение турецкого флота окончилось без потерь, у Хаджибея русские одержали решительную победу.
11 сентября является Днём воинской славы России — День победы русской эскадры под командованием Ф. Ф. Ушакова над турецкой эскадрой у мыса Тендра.

## Предыстория
После присоединения Крыма к России началась новая русско-турецкая война. Русские войска начали наступление в районе Дуная. Для помощи им была сформирована галерная флотилия. Однако совершить переход от Херсона в район боевых действий она не могла из-за присутствия на западе Чёрного моря турецкой эскадры.
Исправив в Севастополе повреждения своих судов после сражения в Керченском проливе, Ф. Ф. Ушаков 25 августа вышел в море с линейными кораблями (80-пушечным «Рождество Христово», 66-пушечным «Мария Магдалина», «Св. Владимир», «Св. Павел», «Преображение Господне»), 50-пушечными фрегатами («Георгий Победоносец», «Александр Невский», «Апостол Андрей»), 46-пушечными фрегатами («Пётр Апостол», «Иоанн Богослов»), 40-пушечным фрегатами («Покров Богородицы», «Иоанн Воинственник», «Иероним», «Нестор Преподобный» «Амвросий Медиоланский», «Кирилл Белозерский»), 1 бомбардирским кораблём «Рождество Богородицы» и 20 вспомогательными судами, и отправился на соединение с приготовленными к выходу четырьмя фрегатами Лиманской эскадры, находящейся у Очакова под начальством генерал-майора О. де Рибаса.
Всего эскадра контр-адмирала Ф. Ф. Ушакова имела 5 линейных кораблей, 11 фрегатов, 17 крейсерских судов, бомбардирский корабль, репетичное судно и 2 брандера.
Командующий турецким флотом Хасан-паша, сконцентрировал все свои силы между Хаджибеем (ныне Одесса) и мысом Тендра, жаждал реванша за поражение в сражении у Керченского пролива 8 (19) июля 1790 года. Своей решимостью сразиться с неприятелем он сумел убедить султана в скором поражении российских морских сил на Чёрном море и тем заслужил его благосклонность. Селим III для верности дал в помощь своему другу и родственнику (Хасан-паша был женат на сестре султана) опытного адмирала Саид-бея, намереваясь переломить ход событий на море в пользу Турции.

## 28 августа (8 сентября)
Утром 28 августа (8 сентября) турецкий флот, состоявший из 14 линейных кораблей, 8 фрегатов и 23 других судов, продолжал стоять на якоре между мысом Тендра и Хаджибеем. Неожиданно Хасан-паша обнаружил русские корабли, идущие под всеми парусами со стороны Севастополя в походном ордере трёх колонн. Появление русских привело турок в замешательство. Несмотря на превосходство в силах, они спешно стали рубить канаты и в беспорядке отходить к Дунаю. Ушаков приказал нести все паруса и, оставаясь в походном ордере, стал спускаться на неприятеля. Передовые турецкие корабли, наполнив паруса, удалились на значительное расстояние. Но, заметив опасность, нависшую над арьергардом, Хасан-паша стал соединяться с ним и строить линию баталии. Ушаков, продолжая сближение с неприятелем, также отдал приказ перестраиваться в боевую линию. В результате русские корабли «весьма скоро» выстроились в боевой порядок на ветре у турок.
Используя оправдавшее себя в Керченском сражении изменение в боевом порядке, Фёдор Фёдорович вывел из линии три фрегата — «Иоанн Воинственник», «Святой Иероним» и «Покров Богородицы» для обеспечения манёвренного резерва на случай перемены ветра и возможной при этом атаки неприятеля с двух сторон. В 15 часов, подойдя к противнику на дистанцию картечного выстрела, Ф. Ф. Ушаков принудил его к бою. И уже вскоре под мощным огнём русской линии противник начал уклоняться под ветер и приходить в расстройство. Подойдя ближе, русские со всей силой обрушились на передовую часть турецкого флота. Флагманский линейный корабль Ушакова «Рождество Христово» вёл бой с тремя кораблями противника, заставив их выйти из линии.
К 17 часам вся турецкая линия была окончательно разбита. Теснимые русскими, передовые неприятельские корабли повернулись к ним кормой, чтобы выйти из боя. Их примеру последовали и остальные суда, ставшие в результате этого манёвра передовыми. Во время поворота по ним был сделан ряд мощных залпов, причинивших им большие разрушения. Особенно пострадали два флагманских турецких корабля, находившиеся против «Рождества Христова» и «Преображения Господня». На турецком флагмане были сбиты грот-марсель, перебиты реи, стеньги и разрушена кормовая часть. Бой продолжался. Три турецких корабля были отрезаны от основных сил, а кормовая часть корабля Хасан-паши разнесена в щепки русскими ядрами. Неприятель обратился в бегство в сторону Дуная. Ушаков преследовал его до тех пор, пока темнота и усилившийся ветер не вынудили прекратить погоню и встать на якорь.

## 29 августа (9 сентября)
На рассвете следующего дня (29 августа (9 сентября)) оказалось, что турецкие корабли находятся в непосредственной близости от русских, фрегат которых «Амвросий Медиоланский» и вовсе оказался среди вражеского флота. Но так как флаги ещё не были подняты, то турки приняли его за своего. Находчивость командира — капитана М. Н. Нелединского — помогла ему выйти из столь сложного положения. Снявшись с якоря с прочими турецкими судами, он продолжал следовать за ними, не поднимая флага. Понемногу отставая, Нелединский дождался момента, когда опасность миновала, поднял Андреевский флаг и ушёл к своему флоту. Ушаков отдал команду поднять якоря и вступить под паруса для преследования противника, который, имея наветренное положение, стал рассеиваться в разные стороны. Однако от турецкого флота отстали сильно повреждённые 74-пушечный корабль «Мансурие», который был флагманским Саид-бея, и 66-пушечный «Мелеки-Бахри». Последний, потеряв своего командира Кара-Али, убитого ядром, сдался без боя, а «Мансурие», пытаясь оторваться от преследования, направился к мелководью, отделявшему фарватер между Кинбурном и Хаджибеем. В погоню был послан командир авангарда капитан бригадирского ранга Г. К. Голенкин с одним кораблем и тремя фрегатами. Фрегат «Апостол Андрей» первым настиг «Мансурие» и открыл огонь. Вскоре подоспел «Св. Георгий», а вслед за ним — «Преображение Господне» и ещё несколько судов. Подходя из-под ветра и произведя залп, они сменяли друг друга.
Корабль Саид-бея был практически окружён, но продолжал храбро защищаться. Ушаков, видя бесполезное упорство неприятеля, в 14 часов подошёл к нему на расстояние 30 сажен, сбил с него все мачты и уступил место следовавшему за ним «Св. Георгию Победоносцу». Вскоре «Рождество Христово» снова встал бортом против носа турецкого флагмана, готовясь к очередному залпу. Но тут, видя свою безысходность, турецкий флагман спустил флаг.
Русские моряки вступили на борт уже объятого пламенем неприятельского корабля, в первую очередь стараясь отобрать для посадки в шлюпки офицеров. При шквальном ветре и густом дыме последняя шлюпка с большим риском вновь подошла к борту и сняла Саид-бея, после чего корабль взлетел на воздух вместе с оставшимся экипажем и казной турецкого флота. Взрыв большого адмиральского корабля на глазах у всего турецкого флота произвёл на турок сильное впечатление и довершил моральную победу, добытую Ушаковым при Тендре. Усиливавшийся ветер, повреждения рангоута и такелажа не позволили Ушакову продолжить преследование противника. Русский командующий отдал приказ прекратить погоню и соединиться с Лиманской эскадрой.

## Итог
В двухдневном морском сражении противник потерпел сокрушительное поражение, потеряв два линейных корабля, бригантину, лансон и плавбатарею. На пути к Босфору из-за повреждений затонули ещё один 74-пушечный корабль и несколько мелких судов.
Победоносный флот, ставший на якорь у Гаджибея, 1 сентября посетил прибывший из Ясс светлейший князь Г. А. Потёмкин. В восторге от боевых успехов моряков, он благодарил их всех, от старшего до младшего. «Наши, благодаря богу, такого перцу задали, что любо. Спасибо Фёдору Фёдоровичу» писал он своему лицу.
Ордером Г. А. Потёмкина Черноморскому адмиралтейскому правлению было объявлено: «Знаменитая победа, одержанная Черноморским Её Императорского Величества флотом под предводительством контр-адмирала Ушакова в 29 день минувшего августа над флотом турецким, который совершенно разбит, служит к особливой чести и славе флота Черноморского. Да впишется сие достопамятное происшествие в журналы Черноморского адмиралтейского правления ко всегдашнему воспоминанию храбрых флота Черноморского подвигов».
Контр-адмирал Фёдор Фёдорович Ушаков был награждён орденом Святого Георгия 2-го класса. Также были награждены капитан генерал-майорского ранга Г. К. Голенкин — орденом Святого Георгия III степени, капитан 1-го ранга Н. П. Кумани — золотой шпагой с надписью «За храбрость», капитаны 1-го ранга К. А. Шапилов, Р. Р. Вильсон, Ф. Я. Заостровский, Н. Л. Языков, М. И. Обольянинов, М. М. Ельчанинов, Ф. В. Поскочин, капитан 2-го ранга П. А. Данилов, генеральс-адъютант М. Л. Львов — орденами Св. Георгия IV степени, капитан-лейтенант А. А. Сорокин — орденом Св. Владимира IV степени.

## День воинской славы
Федеральный закон от 13 марта 1995 года № 32-ФЗ «О днях воинской славы и памятных датах России» установил день воинской славы 11 сентября — День победы русской эскадры под командованием Ф. Ф. Ушакова над турецкой эскадрой у мыса Тендра. В действительности сражение завершилось 29 августа (9 сентября) 1790. Дата 11 сентября является ошибочной и не соответствует общепринятой в научном мире хронологии.